# بيتر تاوبر
بيتر تاوبر (بالألمانية: Peter Tauber )‏ (و. 1974  م) هو سياسي، ومؤرخ ألماني، ولد في فرانكفورت، هو عضوٌ في الاتحاد الديمقراطي المسيحي (منذ 1991)، شارك في الانتخابات الرئاسية الألمانية 2012، وقائمة المشاركين في التكتلات البرلمانية للاتحاد الديمقراطي المسيحي والاتحاد الاجتماعي المسيحي والحزب الديمقراطي الاجتماعي الألماني سنة 201 ‏، والانتخابات الرئاسية الألمانية 2010، والانتخابات الرئاسية الألمانية 2017.

## مناصب
تولى منصب سكرتير برلماني في ألمانيا ‏ (منذ 2017)، وعضو في البوندستاغ الألماني (منذ 24 أكتوبر 2017)، والأمين العام لحزب الاتحاد الديمقراطي المسيحي ‏ (16 ديسمبر 2013–26 فبراير 2018)، وعضو في البوندستاغ الألماني (منذ 2008)، وعضو في البوندستاغ الألماني.

## التعليم
تعلم في جامعة غوته في فرانكفورت (منذ 1993).

## روابط خارجية
- بيتر تاوبر على موقع مونزينجر (الألمانية)